# Temple-Butte-Formation
Die Temple-Butte-Formation ist eine geologische Formation, die während des Devons im Grand Canyon im Südwesten der Vereinigten Staaten abgelagert wurde.

## Etymologie
Die Temple-Butte-Formation, auch Temple Butte Limestone, ist nach dem Temple Butte benannt, einem Tafelberg im Ostabschnitt des Grand Canyon National Parks.

## Erstbezeichnung
Die Temple-Butte-Formation wurde erstmals im Jahr 1889 von Charles D. Walcott benannt.

## Vorkommen

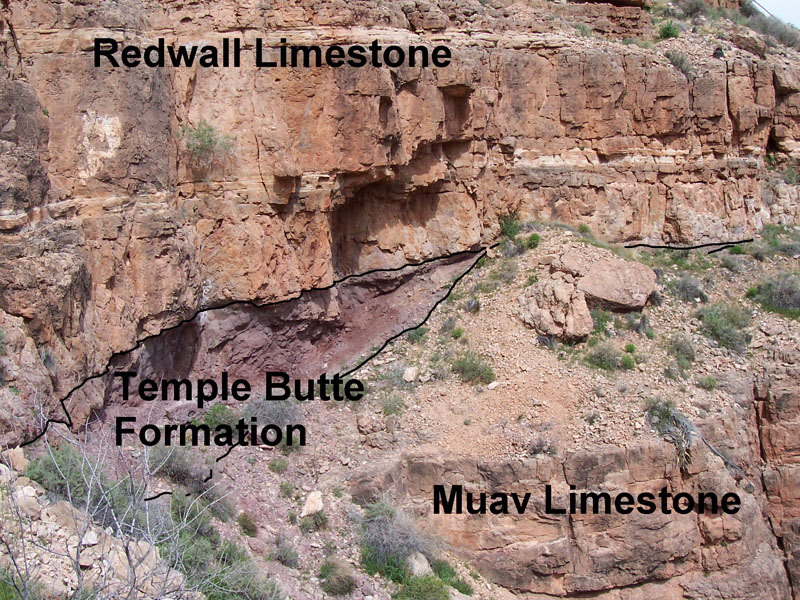
Liegendkontakt des Redwall Limestones mit Temple-Butte-Formation und Muav-Formation

Das Verbreitungsgebiet der Temple-Butte-Formation nimmt den größten Teil des Grand Caynons ein, erstreckt sich aber darüber hinaus ins südöstliche Nevada und erscheint dort beispielsweise im Lake Mead National Recreation Area (als Sultan Limestone). Sie findet sich auch im Black Mesa Basin im Nordosten Arizonas. Insgesamt bildet die Formation Teil des Colorado Plateaus (und gehört somit zur Plateau Sedimentary Province).
Im Grand Canyon National Park nimmt die Temple-Butte-Formation 2 Prozent der Parkoberfläche ein, d. h. 95 Quadratkilometer.

## Stratigraphie
Die Temple-Butte-Formation überlagert gewöhnlich diskordant die oberkambrische Muav-Formation. Weiter im Westen kann sie auch erosionsdiskordant auf den Frenchman Mountain Dolostone herabgreifen. Die Formation wird sodann ihrerseits erosionsdiskordant vom Redwall Limestone überdeckt.
Seitliche zeitliche Äquivalente der Formation sind das Jerome Member der Martin-Formation, die Chino-Valley-Formation (beide in Zentralarizona), die Elbert-Formation in Nordostarizona, die Oñate-Formation und der Percha Shale im Süden von New Mexico, sowie der Muddy Peak Limestone im Süden Nevadas.
Ihre Gesamtmächtigkeit erlangt maximal 135 Meter im Westen, kann sich aber im Osten bis auf Null reduzieren. Im Osten des Grand Canyons werden 15 Meter gemessen, im Westen 84 Meter. Rinnenablagerungen sind hierin nicht einberechnet.

## Lithologie

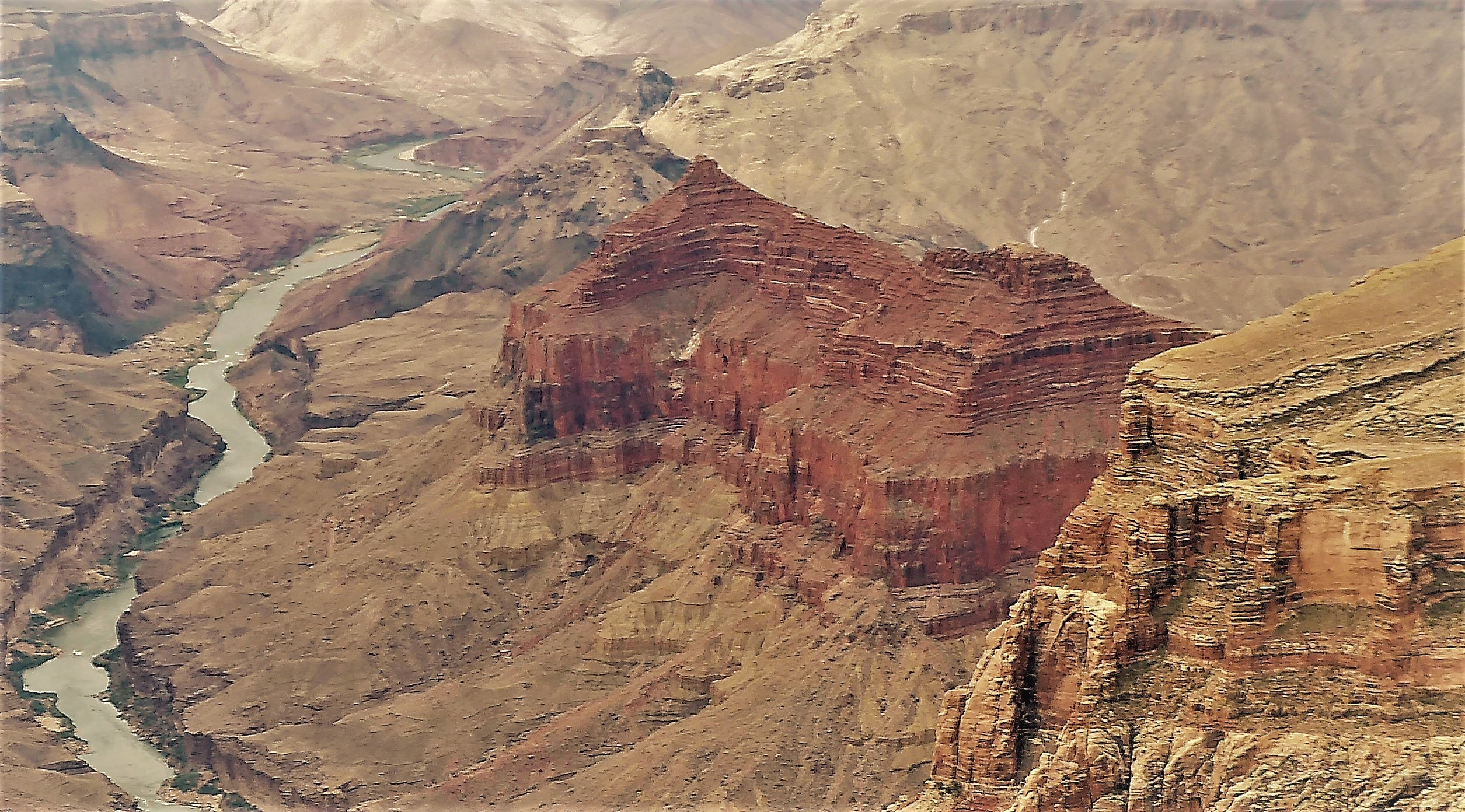
Der namensverleihende Temple Butte von Norden, links unterhalb der Colorado River

Lithologisch ist die Temple-Butte-Formation (Dtb) eine gemischte Gesteinseinheit, die sich aus Dolomiten, sandigen Dolomiten, Sandsteinen, untergeordnet auch aus Tonsteinen und Kalken zusammensetzt, wobei die Dolomite eindeutig nach Westen zunehmen. Die Dolomite bilden Steilwände. Die Farbgebung der Formation bewegt sich von Violett, Rotviolett, Dunkelgrau bis hin zu Hellgrau. Die Gesteine sind fein- bis grobkörnig und dünn bis mittelstark gebankt. Im Osten des Grand Canyons verliert die Formation an Zusammenhang und liegt hier als Füllmaterial von Rinnen vor, welche in die unterlagernden kambrischen Gesteine eingeschnitten sind. Die Rinnen werden im Osten bis zu 30 Meter tief und bis zu 120 Meter breit, erreichen im Westen aber nur noch 12 Meter an Tiefe. Sie sind ausgefüllt mit Tonsteinen, Sandsteinen, Dolomiten und Konglomeraten mit angerundeten Dolomitgeröllen.

### Kontaktverhältnisse
Der Liegendkontakt der Temple-Butte-Formation stellt einen bedeutenden Hiatus (Schichtlücke) in der paläozoischen Schichtenfolge des Grand Canyons dar. Es fehlen das ausgehende Kambrium, das gesamte Ordovizium, das gesamte Silurium, das gesamte Unterdevon und fast das gesamte Mitteldevon – entsprechend einem Zeitabschnitt von rund 100 Millionen Jahren.
Der Hangendkontakt zum Redwall Limestone ist ebenfalls eine diskordante, unregelmäßige Erosionsfläche, jedoch mit weitaus geringerem Relief. Diese Erosionsfläche wird stellenweise von einem Konglomerat im aufliegenden Redwall Limestone unterstrichen. Die eckigen Dolomit- und Kalk-Klasten des Konglomerats stammen aus der Temple-Butte-Formation. Die Erosionsfläche ist diachron und wird nach Osten jünger. Die Schichtlücke ist wesentlich kürzer als am Liegendkontakt und umfasst in etwa 22 Millionen Jahre.

### Dolomitisierung
Ein Großteil der ursprünglichen Kalke wurde dolomitisiert.

## Ablagerungsmilieu
Die Temple-Butte-Formation wurde während einer von West nach Ost voranschreitenden Transgression abgelagert. Die Transgression erfolgte über eine Landschaft mit äußerst geringem Relief hinweg, welche vorwiegend aus Karbonaten aufgebaut war. Siliziklastika waren deswegen praktisch nicht verfügbar. Im westlichen Grand Canyon herrschte ein offen marines Ablagerungsmilieu auf einem nur geringfügig überfluteten, kontinentalen Schelf – ein flaches Subtidal. Einige Dolomite sind wahrscheinlich supratidal und die Rinnenfüllungen im Osten dürften auf Gezeitenkanäle hinweisen.

## Sequenzstratigraphie
Die Ablagerung der Temple-Butte-Formation ist in den übergeordneten Kaskaskia-Transgressionszyklus einzuordnen, der sich ab Beginn des Devons über Nordamerika ausgebreitet hatte. Der Kaskaskia-Zyklus hielt bis gegen Ende des Unterkarbons an und erreichte seinen Meeresspiegelhöchststand mit etwas mehr als 200 Meter im frühen Unterkarbon. Global hatte sich der Meeresspiegelhöchsstand mit rund 150 Meter aber noch vor der Grenze Devon/Karbon eingestellt, eben zu Temple-Butte-Zeiten. Die Kaskaskia-Transgression kam von Westen, überschwemmte schließlich den größten Teil des amerikanischen Südwestens und hinterließ im Bereich des Grand Canyons die Temple-Butte-Formation und den Redwall Limestone.

## Paläogeographie

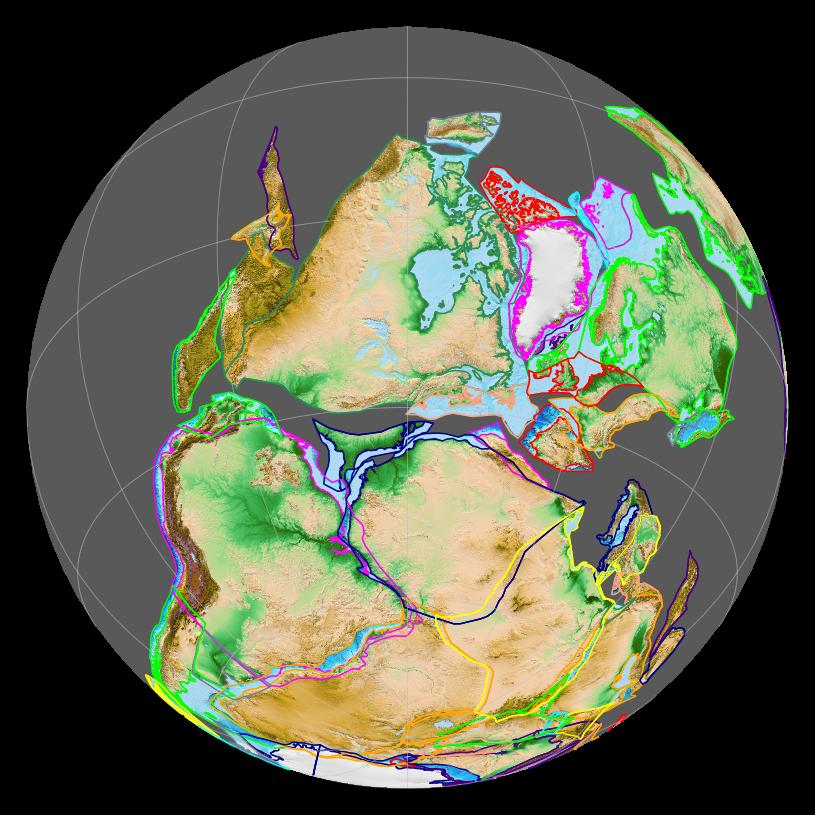
Paläogeographie im Unterkarbon um 330 Millionen Jahre

Der Ablagerungsraum des Grand Canyons befand sich gegen Ende des Mitteldevons und zu Beginn des Oberdevons am Südwestrand Laurussias bzw. Euramerikas. Seine paläogeographische Breite dürfte in etwa 30 Grad Süd betragen haben und befand sich somit in der Nähe des Trockengürtels am Wendekreis des Steinbocks. Der Paläoäquator verlief damals durch den Nordwesten Kanadas und durchquerte sodann Grönland und Skandinavien. Laurussia war im Unterdevon aus der Kollision von Laurentia mit Baltica hervorgegangen – als Resultat der Kaledonischen Gebirgsbildung.
Das Grand Canyon war damals Teil eines flachen Schelfs, der sich in Richtung Nevada eintiefte. Sein Festland fand sich weiter ostwärts im Bereich des Defiance Uplifts im Osten Arizonas, gefolgt von höheren Lagen des Transcontinental Archs querend vom Südwesten New Mexicos bis in den Nordwesten von Texas und weiter in den Osten Colorados. An der Westküste Laurussias von Nevada bis hoch nach Idaho befand sich ein passiver Kontinentalrand (parallel zur Wasatch Line) mit tiefen, siltigen Einbuchtungen, Flussdeltas und Ästuaren. Im Oberdevon lagerte sich an diesen recht steil abfallenden Kontinentalrand ein vulkanischer Inselbogen und begann Tiefwassersedimente herauszuheben – sozusagen als Auftakt zur Antler-Gebirgsbildung, die sodann mit Beginn des Karbons einsetzte.

## Fossilien

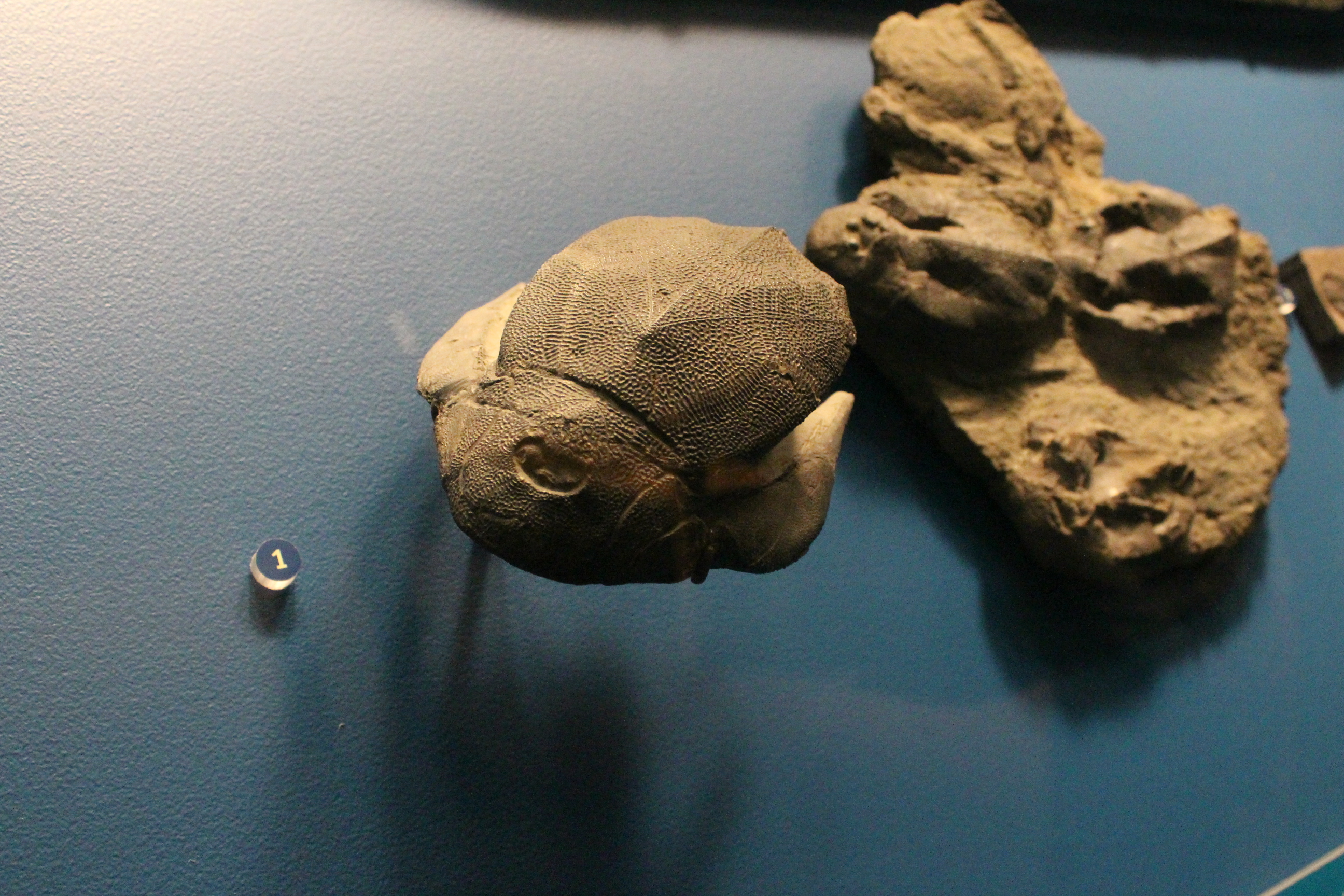
Bothriolepis im FMNH in Chicago

Fossilien in der Temple-Butte-Formation bestehen vorwiegend aus Invertebraten, darunter Brachiopoden, Gastropoden, rugose Korallen und Schwämme (Stromatoporen), sowie Fressbauten (Wurmbauten), Grabgänge und Spuren von Invertebraten. Als Ichnofossil fungiert Palaeophycus. Unter den Vertebratenresten sind anzuführen Conodonten, Placodermi, Sarcopterygii und andere unbestimmbare Fischreste. Bei den Arthropoden sind Trilobitenreste erwähnenswert, die Affinitäten zu Elrathia zeigen. Die Brachiopoden sind nur mit Spiriferida vertreten, darunter das Taxon Spirifer.
In der Formation erscheinen erstmals Korallen (Rugosa) mit der Ordnung Stauriida, darunter möglicherweise das Taxon Streptelasma. Herausragend ist natürlich der Dermalplattenfund des antiarchen Placodermi Bothriolepis coloradensis, die Sarcopterygierschuppen von Holoptychius sind aber nach wie vor umstritten. Bothriolepis ist bisher das älteste Vertebratenfossil aus dem Grand Canyon, es stammt aus einer dolomitisierten Kalksteinlage 1 Meter oberhalb des Liegendkontakts.

## Alter
Als Ablagerungsalter wird für die Temple-Butte-Formation anhand von Conodonten Mittel- bis Oberdevon bzw. der Zeitraum 385 bis 375 Millionen Jahre angegeben. Dies entspricht den Stufen des ausgehenden Givetiums und dem Frasnium.

### Provenanz
Uran-Blei-Altersuntersuchungen an detritischen Zirkonen aus der Temple-Butte-Formation erbrachten laut Gehrels und Kollegen (2011) folgende Ergebnisse: Es fanden sich die Altersgruppen 1800 bis 1600 Millionen Jahre, 1400 bis 1340 Millionen Jahre und untergeordnet um 520 Millionen Jahre. Die erste Altersgruppe mit einem Maximum bei 1737 Millionen Jahren verweist eindeutig auf Grundgebirgsgesteine des im Grand Canyon anstehenden Yavapai-Terrans sowie des benachbarten, etwas jüngeren Mazatzal-Terrans. Die zweite Altersgruppe mit einem Maximum bei 1433 Millionen Jahren indiziert mittkontinentale Ausgangsgesteine (Granite und Rhyolithe) und die Altersgruppe um 520 Millionen Jahren lässt auf den Amarillo-Wichita-Uplift in Texas schließen. Sehr seltene, 426 bis 403 Millionen Jahre alte Körner, deuten auf einen Einfluss der Appalachen-Orogenese hin (Takonische Phase). Jüngste Zirkone bis um 375 Millionen Jahren ergeben sodann das Ablagerungsalter der Formation.